# Павлова (округ Нове Замки)
Павлова (словац. Pavlová) — село, громада округу Нове Замки, Нітранський край. Кадастрова площа громади — 7.62 км².
Населення 220 осіб (станом на 31 грудня 2019 року).

## Історія
Павлова згадується 1135 року.

## Населення
| Рік:            | 1994. | 2004.    | 2014.    | 2024.    |
| --------------- | ----- | -------- | -------- | -------- |
| Кількість осіб: | 323   | 274      | 236      | 205      |
| Різниця:        |       | -15,17 % | -13,86 % | -13,13 % |

| Рік:            | 2023. | 2024.  |
| --------------- | ----- | ------ |
| Кількість осіб: | 200   | 205    |
| Різниця:        |       | +2,5 % |